# Hagelunwetter vom 16./17. August 1974
Das Hagelunwetter vom 17. August 1974 war ein über mehrere Stunden andauerndes schweres Unwetter, bei dem Schäden in Höhe von damals mindestens 150 Millionen DM entstanden und es zu Verletzten kam. Neben den niedersächsischen Landkreisen Vechta, Diepholz und Verden sowie dem Altkreis Bersenbrück war auch die Chiemseeregion in Bayern, wo Katastrophenalarm ausgelöst werden musste, am schwersten betroffen. Das Unwetter gilt als Startschuss für die bayerische Hagelfliegerei.

## Wetterlage
Nach einem außergewöhnlich kalten Sommer wurde ab dem 14. August 1974 zwischen einem Hoch über Ungarn und einem Tief bei den britischen Inseln schwülwarme Luft nach Mitteleuropa geführt. An der Wetterstation Arkona wurde am 16. August 1974 mit 31,3 °C ein bis heute gültiger Temperaturrekord erzielt.
Am 16. August bildete sich über Nordfrankreich ein Gewittertief, das langsam nach Nordosten zog. In der Folge kam es in den Abendstunden des 16. August 1974 zunächst im Ruhrgebiet und in Westfalen zu ersten Gewittern. In Norddeutschland begann die Gewittertätigkeit gegen 22:00 Uhr und dauerte bis in die frühen Vormittagsstunden des 17. August an. Dabei zogen bis etwa 8 Uhr morgens am 17. August bis zu fünf sehr blitzintensive  und von Starkregen und Hagel begleitete Gewitterstaffeln mit einer Zuggeschwindigkeit von ca. 70 km/h hintereinander über Norddeutschland hinweg. Die schwersten Gewitter traten dabei in der letzten Gewitterstaffel auf, die die Region der Zeit zwischen etwa 5 Uhr und 7:30 Uhr kreuzte. In ihnen fielen Hagelkörner bis zur Größe von Billardkugeln.

## Schäden
Die schwersten Schäden traten auf der Linie Alfhausen/Holdorf (Olb.)/Schwaförden/Kirchlinteln auf. Hier wurden durch den Hagel Dächer von Wohngebäuden, Stallungen, Betriebsanlagen und Gewächshäuser großflächig zerschlagen. Es kam zu schweren Ernteschäden durch Hagel. Schwer geschädigt waren auch Laubbaumbestände. Der dem Hagelschlag folgende wolkenbruchartige Niederschlag führte dazu, dass große Wassermengen durch die zerstörten Dächer in die Gebäude eindringen konnten.
In zahlreichen Regionen, wie in den Bremer Stadtteilen Osterholz, Oberneuland und Sebaldsbrück kam es zu Schäden durch Überflutungen. Blitzeinschläge führten zur großflächigen Stromausfällen und zu zahlreichen Bränden. Allein im Landkreis Vechta kam es zwischen 22:00 Uhr am 16. August und 6:00 Uhr am 17. August 1974 durch Blitzschläge zu vier Großbränden. Schwere Schäden entstanden im Wasserwerk in Großenkneten. Dort wurden drei Transformatoren durch Blitzschlag völlig zerstört.
In Hamburg wurden durch die von Donnerschlägen ausgelösten Druckschwankungen Fensterscheiben zerstört. Auch dort entstanden durch Blitzschläge Großbrände.
In Oberbayern richteten von schwerem Hagelschlag begleitete Gewitter in der Region zwischen Murnau und dem Chiemsee schwere Schäden an.